# 1350'erne
Århundreder: 13. århundrede – 14. århundrede – 15. århundrede
Årtier: 1300'erne 1310'erne 1320'erne 1330'erne 1340'erne – 1350'erne – 1360'erne 1370'erne 1380'erne 1390'erne 1400'erne
År: 1350 1351 1352 1353 1354 1355 1356 1357 1358 1359
Begivenheder
Personer